# Juan Saborit
Juan Saborit (* 6. Mai 1956) ist ein ehemaliger kubanischer Hürdenläufer und Sprinter.
Bei den Panamerikanischen Spielen 1979 in San Juan gewann er Silber in der 4-mal-100-Meter-Staffel.
Über 110 m Hürden gewann er bei den Zentralamerika- und Karibikspielen 1982, bei den Leichtathletik-Zentralamerika- und Karibikmeisterschaften 1985 und bei den Zentralamerika- und Karibikspielen 1986 jeweils Silber.

## Persönliche Bestzeiten
- 100 m: 10,1 s, 25. März 1978, Havanna
- 110 m Hürden: 13,78 s, 30. Juni 1982, Budapest